# Flädie
Flädie – miejscowość (tätort) w Szwecji, w regionie administracyjnym (län) Skania, w gminie Lomma.
Według danych Szwedzkiego Urzędu Statystycznego liczba ludności wyniosła: 231 (31 grudnia 2015), 271 (31 grudnia 2018) i 278 (31 grudnia 2019).